# Отель «Захер» (фильм)
«Отель „Захер“» (нем. Hotel Sacher) — немецкий художественный фильм 1939 года режиссёра Эриха Энгеля.

## Сюжет
Действие фильма происходит в новогоднюю ночь на 1914 год в знаменитом венском отеле «Захер». В те времена отель являлся популярным местом встреч элиты общества и представителей полусвета. Монаршие особы, дипломаты, чиновники высокого уровня и офицеры увиваются за дамами высшего света и танцовщицами балета. Хозяйка отеля Анна Захер и главный официант ведут наблюдение за общими залами ресторанов и отдельными кабинками. В шумное новогоднее празднество в номере шпионки Нади раздался выстрел. Её арестовывают у входа в посольство России. Под подозрение попал влюблённый в Надю австрийский государственный служащий Штефан. После предъявления Наде обвинений в шпионаже он застрелился.

## В ролях
- Сибилла Шмиц — Надя Воронефф
- Вилли Биргель — Штефан Шефчук
- Вольф Альбах-Ретти — лейтенант Гернгрубер
- Эльфи Майерхофер — Зидди Эрлауэр
- Хедвиг Бляйбтрой — Анна Захер
- Герберт Хюбнер — полковник Барнофф
- Лео Пойкерт — граф Кузьмин
- Эльфрида Датциг — госпожа Штоппелинг
- Роза Альбах-Ретти — тётя Регина